# Malo maxima
Malo maxima (o M. maximus) Gershwin, 2005 è una cubomedusa tossica della famiglia Carukiidae. 

## Descrizione
Si tratta di una cubomedusa che raggiunge dimensioni piccole anche allo stadio adulto: la campana ha l'apice appiattito e misura al massimo 50 mm di lungo. Il corpo della medusa si può considerare robusto, malgrado le sue piccole dimensioni. La campana è quasi trasparente ed i canali del velarium hanno quattro diramazioni per ottante. 
I nematocisti sull'ombrella sono disposti irregolarmente e sono presenti anche sui corti e larghi pedalia al numero di tre gruppi allineati. I tentacoli sono sottili e cilindrici, con un colore che può variare dal biancastro al rosa; hanno dei segmenti irregolari. Le corna della nicchia del ropalio sono corte, spesse e dritte, mentre lo statolite (un organo del ropalio atto a orientare la medusa nello spazio) ha forma di globo con un'intaccatura alla base. La nicchia stessa è coperta da scaglie vagamente a forma di M ed incurvata verso l'alto.
Internamente, lo stomaco a forma di sacco si trova alla fine di un corto manubrio (non più lungo di 1/5 della campana). Il mesentere è ben sviluppato e sono assenti le facelle ed i cirri gastrici. Le gonadi sono interradiali, a forma di foglia e si estendono dallo stomaco fino alla base sei canali del velarium. 

## Distribuzione e habitat
La M. maxima è stata rinvenuta nell'estremo nord-ovest australiano, presso la città di Broom. È possibile che sia presente anche sulle coste della Malaysia, provocando seri casi di sindrome di Irukandji.

## Pericolosità
Il contatto con la M. maxima è potenzialmente molto pericoloso: la specie è capace di causare una seria sindrome di Irukandji).

## Tassonomia
M. maxima e M. kingi potrebbero essere due popolazioni diverse della stessa specie. Le variazioni fra gli esemplari analizzati, infatti, non giustificherebbero una differenza di specie e sarebbero piuttosto ascrivibili a differenze fra individui. Queste differenze individuate riguardano la taglia degli esemplari, la distribuzione dei nematocisti, la forma dei canali del velarium o della corna dei ropali.

## Nome
Questa medusa del genere Malo è stata chiamata "maxima" in riferimento alla sua dimensione: è infatti la più grande conosciuta del genus.